# RIM-24 Tartar
Il missile Tartar era l'esponente a medio raggio della serie dei missili ‘T', americani. Esso era praticamente un'arma derivata dal Terrier, con la rimozione del booster di accelerazione e, data la minore massa e lunghezza, era adatto alle navi minori, come i cacciatorpediniere; con gittata inizialmente di 13 km e alla fine, di 32 km, è stato sostituito dallo SM-1.

## Versioni
- RIM-24A : Versione originale utilizzata per i test (1958)
- RIM-24B : Primo sistema imbarcato con il nome Tartar (1961)
- RIM-24C : Versione finale che sarebbe servita per lo sviluppo del sistema RIM-66 Standard (1963)

## Utilizzo
Elenco di alcune classi di imbarcazioni hanno utilizzato il sistema missilistico RIM-24 Tartar
- Classe Audace
- Classe Impavido
- Classe Charles F. Adams  - Classe Lütjens  - Classe Perth
- Classe Albany
- Classe Mitscher
- Classe Forrest Sherman
- Classe Brooke
- Classe T 47
- Classe Tromp

## Marine militari
- Royal Australian Navy
- Marine nationale
- Bundesmarine
- Marina Militare
- Kaijō Jieitai Forza di Autodifesa Marittima
- U.S. Navy